# Zvonimir Filipović
Zvonimir Filipović (Zagabria, 10 aprile 1997) è un calciatore croato, difensore del Moslavac Popovača.

## Carriera
Il 21 agosto 2020 firma un contratto annuale con l'Hajduk Spalato II. Due giorni dopo fa il suo debutto in occasione del match casalingo di 2.HNL vinto 1-0 contro la Dinamo Zagabria II. Il 24 ottobre seguente segna la prima rete per la prima squadra riserve dei Bili nel match interno vinto 2-1 contro il Hrvatski Dragovoljac.

## Palmarès

### Competizioni nazionali
- Druga hrvatska nogometna liga: 1

Cibalia: 2015-2016